# اكومبو يوكييما
اكومبو يوكييما (بالإنجليزية: Akombo Ukeyima)‏ (25 نوفمبر 1987 في نيجيريا - ) هو لاعب كرة قدم نيجيري في مركز الهجوم. لعب مع صن شاين ستارز وكوارا يونايتد ولوبي ستارز ونادي ماريهامن ونادي سوندسفال ‏.